# 升官渡停车场
升官渡停车场是武汉地铁3号线的一处停车场，也是3号线的配套工程，停车场位于汉阳客运站西侧。升官渡停车场，建筑面积6.37万平方米，是目前国内最大的全地下地铁车辆停车场。2014年3月，武汉地铁集团首次与武汉地产集团合资成立武汉地铁地产联合置业有限公司，开发位于2号线常青车辆段地上的“地铁时代常青城”房地产项目。2015年，武汉地铁集团再次与汉正街控股集团携手，共同开发升官渡停车场地铁上盖物业。